# Hircà II
Hircà II (en llatí Hyrcanus, en grec antic Ὑρκανός) (s.II aC - 30 aC) va ser gran sacerdot, rei dels jueus i etnarca. Era el fill gran d'Alexandre Janeu i d'Alexandra o Salomé Alexandra.

## Biografia
A la mort del seu pare l'any 76 aC, que va deixar la regència del regne per testament a la seva dona Salomé Alexandra, ella, immediatament, va nomenar el seu fill gran Hircà II gran sacerdot, tant per ser el fill gran com per ser de caràcter més manejable en contrast amb el fill més jove, Aristòbul, que era més ambiciós.
Durant nou anys la mare va governar en nom del fill. Hircà era favorable als fariseus, els quals va afavorir quan va arribar al govern en morir Alexandra cap a l'any 68 aC. El seu germà Aristòbul va aixecar un exèrcit amb el qual va derrotar Hircà, que es va haver de refugiar a Jerusalem, i va haver de signar un tractat resignant la sobirania a favor d'Aristòbul. A canvi, es va poder retirar lliurement a la vida privada.
Així hauria quedat la cosa si el general Antípater l'idumeu no hagués influït en Hircà, que finalment va fugir de Jerusalem al regne dels nabateus on es va refugiar amb el rei Aretes cap a l'any 65 aC. Amb un exèrcit d'aquest rei va envair Judea, va assetjar Aristòbul a Jerusalem, i Hircà va apoderar-se de la resta del país. En aquest moment, es va produir la intervenció del romà Gneu Pompeu per mitjà del seu lloctinent Marc Emili Escaure i d'Aulus Gabini que havien arribat a Damasc amb un exèrcit romà. Els dos legats van rebre suborns d'Aristòbul per ajudar-lo. Escaure va ordenar a Hircà i Aretes de retirar-se.

## Intervenció de Roma
L'any 64 aC el mateix Pompeu va arribar a Síria i els dos germans van demanar el seu ajut, però Aristòbul es va comportar d'una manera altiva i Pompeu va donar el seu suport a Hircà. Pompeu va fer una campanya contra els nabateus i a la tornada va obligar Aristòbul a rendir-se; però els jueus no van seguir en la rendició a Aristòbul i es van preparar per a la defensa a Jerusalem. Pompeu no va poder entrar a Jerusalem fins a l'any 63 aC i llavors va instal·lar formalment Hircà com a gran sacerdot amb autoritat reial però sense títol de rei.
Hircà va tenir el suport romà i d'Antípater, però no va poder gaudir de la seva sobirania tranquil·lament. Alexandre, fill d'Aristòbul II que havia estat portat com a ostatge a Roma, es va escapar i va iniciar una revolta a Judea, que Hircà no va poder reprimir i va haver de demanar l'ajut d'Aule Gabini, que llavors era el governador (procònsol) de Síria; amb la intervenció de Gabini, Alexandre va ser derrotat i es va haver de sotmetre l'any 56 aC.
El 55 aC el mateix Aristòbul II també es va escapar de Roma i va iniciar una nova revolta, però Gabini el va derrotar i altre cop el va fer presoner; però quan l'exèrcit de Gabini va anar a Egipte per restaurar Ptolemeu XII Auletes, Alexandre es va tornar a revoltar i amb un exèrcit va derrotar fàcilment a Hircà, i no va poder ser aturat fins al retorn de Gabini, que el va tornar a derrotar i el va obligar a fugir. Gabini abans de la victòria, va modificar el govern de Judea i va eliminar el poder efectiu de què gaudia Hircà, deixant-li només les funcions religioses i cerimonials de gran sacerdot, donant el poder als sanedrins (els cinc consells provincials). Antípater l'idumeu va conservar la seva anterior influència.
Cras, successor de Gabini, va saquejar el temple de Jerusalem sense que Hircà i Antípater ho poguessin evitar. L'any 49 aC va esclatar la guerra entre Pompeu i Juli Cèsar. Cèsar va donar suport a Aristòbul per una nova rebel·lió de distracció de les forces de Pompeu a l'Orient. Però Aristòbul va ser enverinat pels partidaris de Pompeu durant el viatge cap a Judea i el seu fill Alexandre el va executar Escipió a Antioquia.

## Restauració
Després de la batalla de Farsàlia l'any 48 aC, Hircà i Antípater van fer importants serveis a Cèsar durant la guerra d'Egipte (47 aC) i al seu retorn Cèsar va restaurar els afers de Judea restablint el regne amb Hircà II com a sobirà amb el títol de gran sacerdot i etnarca i amb Antípater l'idumeu amb el títol de procurador com a governant efectiu.
Una mica després Herodes, fill d'Antípater, que havia rebut el govern d'una de les províncies (Galilea), va ser acusat de defraudació, i Hircà el va portar a judici davant el sanedrí, però quan es va adonar que el partit contrari estava disposat a condemnar-lo el va advertir i Herodes va fugir. Poc després va obtenir el favor de Sext Cèsar, governador de Síria que li va donar el govern de Celesíria. Amb l'exèrcit de la seva província Herodes va envair Judea i es va acostar a Jerusalem però a precs del seu pare i el seu germà es va retirar.
Una mica després, el caràcter feble d'Hircà es va posar en relleu quan va consentir l'assassinat per enverinament d'Antípater pel rei Malic (Malichus) donant lloc a la venjança d'Herodes que va portar a la mort de l'assassí davant dels mateixos ulls d'Hircà II. Hircà, a partir de llavors va concedir el mateix favor i influencia a Herodes que abans havia tingut amb el seu pare Antípater i fins i tot la seva neta Mariamne va ser donada en matrimoni a Herodes.

## Destronament i mort
Quan la batalla de Filipos l'any 42 aC va convertir a Marc Antoni en àrbitre suprem dels afers d'Orient, Hircà i Herodes van aconseguir el reconeixement del seu poder però poc després el príncep part Pacoros, fill d'Orodes I de Pàrtia, va envair Síria (40 aC) i es va apoderar de gran part de la província. Antígon, fill d'Aristòbul II, va demanar ajut al rei part per recuperar el tron del seu pare i Pacoros va enviar un exèrcit contra Jerusalem, on va instal·lar a Antígon.
Hircà es va refugiar a la fortalesa de Baris, d'on va sortir junt amb Fasael per mantenir converses amb els parts, però una vegada fora els parts el van empresonar traïdorament, i per consell d'Antígon se li van tallar les orelles per incapacitar-lo per exercir de nou com a gran sacerdot. Va ser enviat presoner a Selèucia del Tigris on el rei part el va tractar amablement i li va permetre viure lliurement a Babilònia on va ser ben rebut pels jueus de la ciutat i va poder restar els seus darrers anys amb tranquil·litat, fins que una vegada Herodes va quedar ben establert al tron, el va cridar altre cop a Jerusalem i, amb permís del rei part, es va traslladar a Judea on fou magníficament rebut pel rei Herodes.
Després de la batalla d'Àccium l'any 31 aC, Herodes, com antic partidari de Marc Antoni, es va sentir amenaçat i va considerar eliminar l'única persona que podria reclamar el tron, i aprofitant les intrigues de la seva dona Alexandra, Hircà va ser acusat de conspirar amb el rei àrab Màlic II (Malichus o Malchus) i executat amb més de 80 anys l'any 30 aC.